# Teoria haosului
Teoria haosului sau teoria sistemelor complexe este o ramură a matematicii și fizicii moderne care descrie comportamentul anumitor sisteme dinamice neliniare, a acelor sisteme care prezintă fenomenul de instabilitate numit sensibilitate față de condițiile inițiale, motiv pentru care comportamentul lor pe termen relativ lung (deși se conformează legilor deterministe) este imprevizibil, adică aparent haotic (de unde și denumirea teoriei).
Teoria haosului a fost formulată de Edward Lorenz în 1960. Savantul spunea, "Un fenomen care pare a se desfășura la întâmplare, are de fapt un element de regularitate ce ar putea fi descris matematic." În termeni mai simpli, există o ordine ascunsă în orice evoluție aparent haotică a oricărui sistem dinamic complex.

## Introducere
Numele de Teorie a Haosului vine de la faptul că în sistemele descrise de aceasta există o dezordine aparentă. Teoria haosului este un domeniu de studiu în matematică, fizică, economie și filozofie și se ocupă cu studierea comportamentului sistemelor dinamice care sunt foarte sensibile față de condițiile inițiale. Această sensibilitate mai este numită și efectul fluturelui. Mici modificări ale condițiilor inițiale (cum ar fi rotunjirea numerelor cu care se lucrează) au ca efect rezultate haotice, făcând ca anticiparea efectelor pe termen lung să fie imposibilă. Acest lucru se întâmplă chiar dacă sistemele sunt deterministe, ceea ce înseamnă că comportamentul lor viitor este determinat în întregime de condițiile inițiale, fără intervenția altor elemente aleatorii. Cu alte cuvinte, natura deterministă a acestor sisteme nu le face predictibile. Acest comportament este cunoscut sub denumirea de “haos determinist”.
Comportamentul haotic a fost observat în laborator pe o varietate de sisteme care include circuite electrice, lasere, reacții chimice oscilante, dinamica fluidelor și aparate magneto-mecanice și mecanice, dar și în simulări virtuale ale proceselor haotice. Una dintre aplicațiile cele mai de succes a teoriei haosului este în ecologie, unde sistemele dinamice de genul modelului lui Ricker au fost folosite pentru a arăta cum creșterea populației în raport cu suprafața ocupată duce la o dinamică haotică.

## Fenomene
Sistemele complexe sunt sistemele care conțin atât de multe elemente în mișcare încât e nevoie de un calculator care să calculeze toate posibilitățile de interacțiune. Acesta e motivul pentru care Teoria Haosului nu avea cum să apară înainte de sfârșitul secolului al XX-lea. Mai există un alt motiv pentru care această teorie a aparut atât de recent, acel motiv e Revoluția Mecanicii Cuantice și felul în care a terminat Era Deterministă.
Până la apariția mecanicii cuantice, oamenii credeau că fenomenele sunt cauzate de alte fenomene și că tot ce se duce în sus trebuie să vină în jos, și numai prin descoperirea și etichetarea fiecărei particule din Univers am putea să cunoaștem tot ce urma să se întâmple. Sisteme întregi de gândire au fost bazate pe această idee și din nefericire încă sunt.
Atunci când Sigmund Freud a inventat psihanaliza, el a pornit de la ideea că problemele mentale sunt rezultatul unor traume din trecut. Terapia psihanalitică permite pacientului să își străbată amintirile, să găsească, să înfrunte și să rezolve problema generatoare de conflict. Toată această idee se baza pe o cauză și un efect liniar.
Teoria Haosului ne arată că natura lucrează după anumite tipare care sunt suma mai multor impulsuri mărunte.
În 1960, Edward Lorenz a creat un model meteorologic pe unul din calculatoarele Universității din Massachusetts. Modelul meteorologic al lui Lorentz era compus dintr-o serie largă de formule complexe. Colegii și studenții au rămas uimiți în fața modelului, deoarece acesta nu părea să repete nici o secvență, era cât se poate de asemănător cu vremea reală. Unii oameni chiar au sperat că dacă vor fi introduse niște date meteorologice, care să fie în concordanță cu vremea de afară, modelul s-ar transforma într-un adevărat profet.
Într-o zi, Lorenz a schimbat modul de lucru al modelului. A lăsat programul să ruleze anumiți parametri în baza cărora să genereze un anumit tipar meteorologic pentru a putea să observe mai bine finalitatea procesului. Dar în loc să lase programul să ruleze cu setările inițiale și să calculeze rezultatul, Lorentz a decis să oprească și apoi să pornească programul de la jumătatea secvenței de rulare prin introducerea valorilor pe care programul le calculase mai devreme și le tipărise. Dar imprimanta putea să tipărească doar ultimele 3 zecimale. Deci în loc să introducă exact aceleași numere cu 6 zecimale calculate de mașină (care țineau loc de vânt, soare, etc.), Lorentz a introdus numere cu doar 3 zecimale. Această inexactitate aparent minoră a fost amplificată și a dat peste cap întreg sistemul. Această exactitate este foarte importantă. Vremea reprezintă comportamentul tuturor moleculelor care formeaza atmosfera. Principiul Incertitudinii ne împiedică să localizăm cu exactitate o particulă; acesta este motivul pentru care previziunile meteorologice nu sunt valabile mai mult de 2-3 zile, și totodată acesta e motivul pentru care ele sunt simple aproximări ale situației din acel moment. Prin prisma ideilor convenționale ale acelei vremi, Lorenz nu făcuse nimic greșit. El ar fi trebuit să obțină un rezultat destul de asemănător cu cel precedent. Un cercetător se poate considera norocos dacă măsurătorile sale au o acuratețe de 3 zecimale. 
Și e evident că cea de a 5-a și cea de 6-a zecimală sunt imposibil de măsurat prin metode rezonabile și totodată că aceste valori atât de mici nu au cum să influențeze rezultatul experimentului. Lorenz a demonstrat că această idee e greșită.

### Teoria Feingold-Peres
Lucrarea de doctorat a profesorului Mario Feingold, sub conducerea profesorului Asher Peres de la Technionul din Haifa a dus la lansarea teoriei Feingold-Peres despre distribuția de elemente matriță în sisteme haotice

### Efectul fluture

Un exemplu de soluție a „atractorului Lorenz”

Efectul se referă la diferența dintre punctele de pornire ale celor două curbe din grafic, care este atât de mică încât poate fi comparată cu bătaia aripilor unui fluture.
"Mișcarea aripilor unui fluture azi poate produce o mică schimbare a atmosferei. Din această cauză și de-a lungul unei anumite perioade de timp, atmosfera se va schimba. Peste o lună poate, o tornadă care trebuia să lovească coasta Indoneziei nu va mai apărea. Sau din contră, tocmai din această cauză va apărea."
Acest fenomen este cunoscut mai ales pentru dependența sa de condițiile inițiale. Cea mai mică schimbare a condițiilor inițiale duce la rezultate complet diferite. Această schimbare poate proveni de la zgomot experimental sau de fond, lipsa de acuratețe a instrumentelor etc. Acest gen de probleme sunt imposibil de evitat, chiar și în cel mai performant și dotat laborator existent. Dacă se folosește ca bază a experimentului numărul 2, rezultatul va fi complet diferit față de experimentul în care este folosit 2.0000001. Un asemenea nivel de acuratețe este practic imposibil – de exemplu, este dificil de măsurat 0.0000001 cm.
Un exemplu de sistem complet dependent de condițiile inițiale este aruncarea unei monede. Există două variabile în aruncarea unei monede: cât de repede lovește pământul și cât de repede se rotește. Teoretic, este posibil să se controleze aceste variabile, reușind astfel să se stabilească ce față va cădea în sus. Practic însă, este imposibil de controlat în mod exact viteza de rotație a monedei și înălțimea la care e aruncată. Este posibil să se stabilească o medie ai acestor parametri, dar este imposibil ca în baza lor să se facă estimări exacte asupra rezultatului final. Această problemă poate fi regăsită în biologie la estimarea populațiilor biologice. Ecuația ar fi simplă dacă acele populații doar ar crește, dar efectul prădătorilor și a rezervei limitate de hrană schimbă totul.

## Exemple de sisteme haotice
Cele mai multe fenomene, procese din natură, au la bază transformări neliniare:
Principalele aspecte ale Teoriei Haosului sunt:
- cea mai mică schimbare a parametrilor inițiali va produce un comportament complet diferit al acelui sistem complex.
- principiul incertitudinii neagă acuratețea. De aceea situația inițială a unui sistem complex nu poate fi determinată cu precizie, prin urmare nici evoluția unui sistem complex.
- sistemele complexe, de obicei, încearcă să ajungă într-o anumită situație. Acea situație poate fi statică (Atractor) sau dinamică (Atractor Straniu).

### Curba lui Koch
Un alt matematician, Helge von Koch, a creat o construcție matematică numită Curba lui Koch. Pentru a crea curba lui Koch, imaginați-vă un triunghi echilateral. Adăugați pe fiecare latură un alt triunghi echilateral și continuați să adaugați pe fiecare din laturile triunghiurilor un alt triunghi echilateral, ceea ce rezultă e o curbă Koch. Orice parte a ei, mărită, arată exact ca originalul. Aceasta e o figură autosimilară. Curba lui Koch prezintă un paradox interesant. De fiecare dată când un nou triunghi este adăugat la figura centrală, lungimea liniei crește. Dar aria interioară a curbei lui Koch rămâne mai mică decât aria unui cerc desenat in jurul triunghiului original. În esență, este o linie de o lungime infinită ce înconjoară o zonă finită.

### Fractalii
Pentru a putea depăși aceasta dificultate, matematicienii au inventat dimensiunile fractale. Cuvântul fractal provine din cuvântul fracțional.
Un fractal este “o figură geometrică fragmentată sau frântă care poate fi divizată în părți, astfel încât fiecare dintre acestea să fie (cel puțin aproximativ) o copie miniaturală a întregului”. Dimensiunea fractală a curbei lui Koch e de 1.26. O dimensiune fractională e imposibil de perceput, dar are sens. În comparație cu o simplă linie sau curbă, care au o singură dimensiune, curba Koch e brută și încrețită. De aceea ea ocupă spațiu mai ușor, dar nu îl poate umple asemenea unui pătrat cu două dimensiuni, deoarece nu are arie. Prin urmare dimensiunea curbei Koch e undeva între cele două. Termenul de fractal a ajuns să descrie orice imagine care prezintă atributul de auto-similaritate.
Mai târziu, un cercetător pe nume Feigenbaum studia bifurcațiile unei diagrame și încerca să iși dea seama cât de repede apar acele bifurcații. A reusit să își dea seama că au o viteză de apariție constantă. El a calculat-o la 4.669, cu alte cuvinte, a descoperit scara la care diagrama devenea auto-similară. Dacă se micșora diagrama de 4.669 ori, ea ar fi arătat ca una din regiunile bifurcației. A decis să studieze și celelalte ecuații căutând un factor de scalare a lor. Spre surpriza sa, factorul de scalare era același. Nu numai că această ecuație complicată dădea dovadă de regularitate, dar regularitatea era identică cu cea a unei ecuații mult mai simple. Aceasta era o descoperire revoluționară. El a descoperit că o întreagă clasă de funcții matematice se comportau în același fel. Această universalitate putea să îi ajute pe alți cercetători care studiau ecuațiile haotice. Universalitatea oferise cercetătorilor unealta necesară pentru a studia sistemele haotice. Acum ei puteau utiliza o simplă ecuație pentru a afla rezultatul unei ecuații mai complexe. Structurile fractale au fost observate și în alte locuri în afara minții unui matematician. Vasele de sânge care se ramifică, ramurile unui copac, structura internă a plămânilor, graficele de la bursă, etc. Toate acestea au un singur lucru în comun: auto-similaritatea.
Exemple
- Vremea, în meteorologie
- Pendulul dublu
- Pendulul magnetic
- Problema celor trei corpuri
- Ritmul cardiac
- Turbulența, în mecanica fluidelor
- Reacția Belousov-Jabotinski, în chimie
- Dinamica populației, mai ales în cazul speciilor sălbatice, asimilabile modelului "pradă - prădător"
- Transformarea "dublare - înjumătățire", în cazul sistemelor discrete
- Cursul bursier